# Pluty (województwo warmińsko-mazurskie)

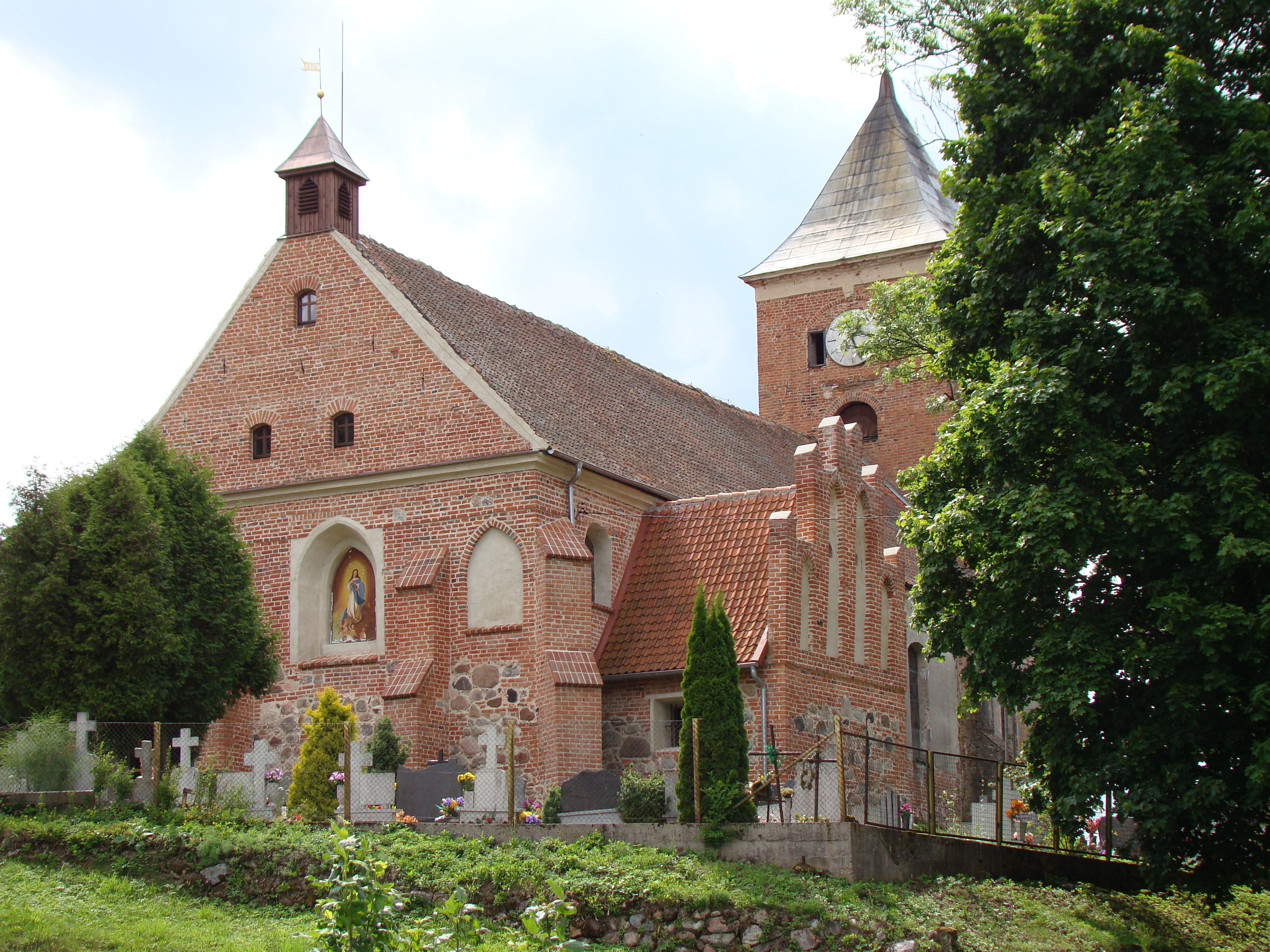
Kościół św. Wawrzyńca

Pluty (niem. Plauten) – wieś w Polsce położona w województwie warmińsko-mazurskim, w powiecie braniewskim, w gminie Pieniężno. Wieś znajduje się w historycznym regionie Warmia.
Przez teren wsi przepływa Wałsza.

## Historia
Wieś została założona w pobliżu pruskiego grodu Pelten. Około 1325 r. Jordan – prepozyt kapituły warmińskiej – zbudował tu zamek. Ów zamek z pewnością przypominał wcześniejszy gródek pruski – konstrukcja drewniana i umocnienia ziemne. Parafia w Plutach powstała w pierwszej połowie XIV w. – uposażenie w 1326 r.
Wieś została zniszczona w 1410 r. w czasie Wielkiej wojny.
W 1583 r. odnotowano funkcjonowanie szkoły parafialnej w Plutach.
W latach 1975–1998 miejscowość położona była w województwie elbląskim.

## Zabytki
- Gotycki kościół parafialny pw. św. Wawrzyńca z połowy XIV w., przebudowywany w wieku XVI, i rozbudowany w 1801 r.[4]
- Grodzisko leży na południowy wschód od wsi, nad Wałszą, na wzgórzu wyniesionym 30 m ponad dolinę. Widoczne są pozostałości wałów obronnych i fos. Miejsce gdzie od 1325 r. stał zbudowany przez proboszcza kapituły Jordana drewniany zamek należący do kapituły warmińskiej, a wcześniej od XI do XIII wieku wznosił się gród jednego z plemion pruskich[5] w Ziemi Wewa. Warownia w czasach krzyżackich była wykonana głównie z drewna, ale jej fundament o grubości pół metra był ceglano-kamienny. Była to przypuszczalnie dwupiętrowa konstrukcja z niewielką wieżą[5].

## Demografia
Liczba mieszkańców: w 1933 r. – 319 osób, w 1939 r. – 310.